# Libido

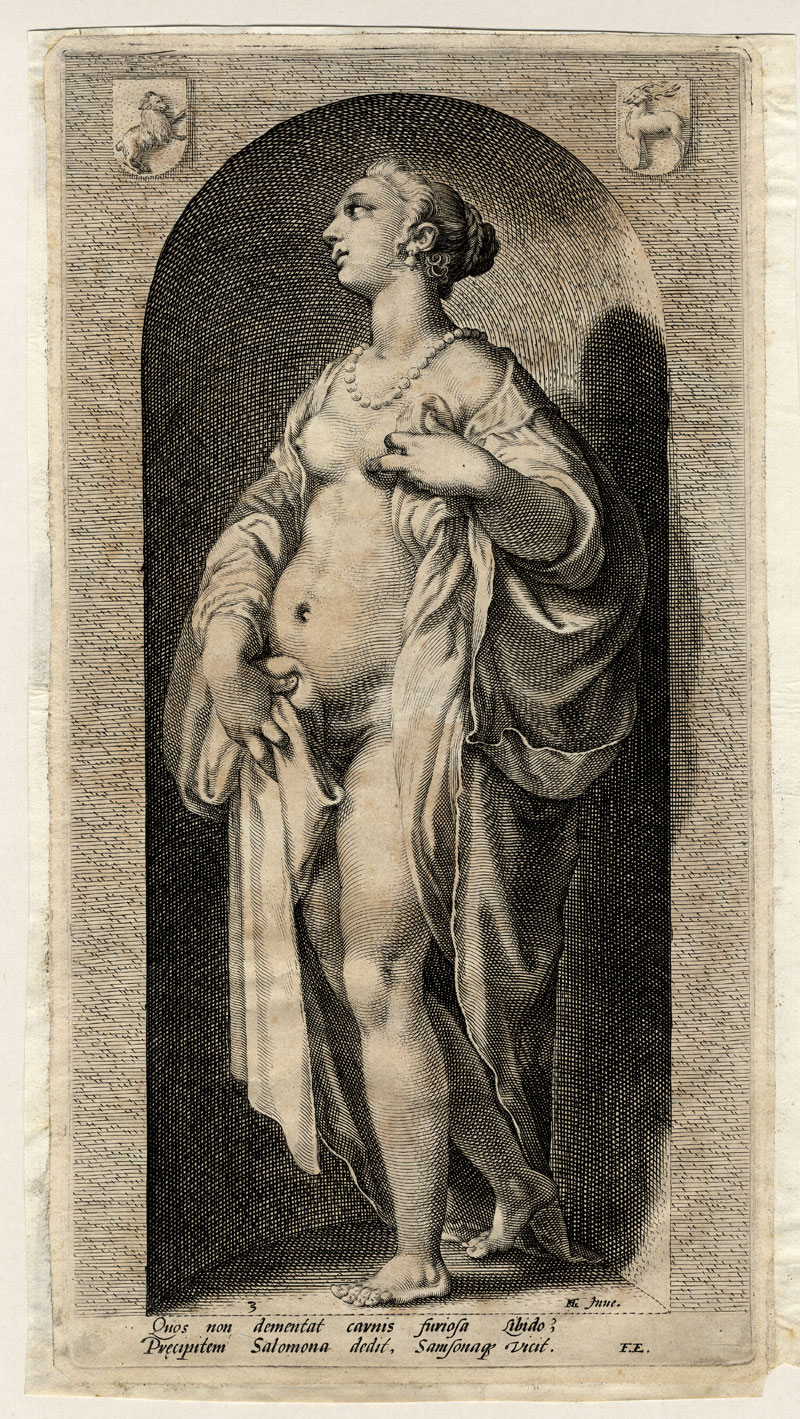
Libido, 1600 circa, raffigurazione dell’incisore olandese Jacob Matham

Il termine libido (dal latino libido, piacere, libidine), traducibile come desiderio o voluttà, identifica in psicoanalisi un concetto cardine della teoria, mentre in sessuologia indica più genericamente il desiderio sessuale.
Secondo la teoria freudiana, la libido rappresenta la pulsione principale, se non l'unica, di natura puramente sessuale dell'uomo, contrapposta alla cosiddetta destrudo. Secondo la teoria junghiana, invece, la libido è una forma di "energia psichica" che costituisce per l'uomo una vera e propria "spinta vitale", la quale non si limita esclusivamente all'ambito sessuale. Le teorie sulla libido subirono ampie evoluzioni, legate al procedere dell'esperienza psicoanalitica. In particolare, il concetto di libido venne notevolmente ampliato dopo il 1914, quando si iniziò a indagare il vasto campo delle nevrosi e delle psicosi affermando ad esempio che la libido non mirava a soddisfare solo la pulsione sessuale dell'individuo, ma anche altre pulsioni parziali di base, come il cibo, la sopravvivenza, la morte, la religione e l'arte.
Dal punto di vista biologico, gli ormoni sessuali e i neurotrasmettitori associati che agiscono sul nucleus accumbens (principalmente testosterone e dopamina, rispettivamente) regolano la libido nell'essere umano. Fattori sociali, come il lavoro e la famiglia, e fattori psicologici interni, come la personalità e lo stress, possono influenzare la libido. La libido può anche essere influenzata da condizioni mediche, farmaci, problemi di stile di vita e di relazione ed età (ad es. Pubertà). Una persona che ha un desiderio sessuale estremamente frequente o improvvisamente aumentato può sperimentare ipersessualità, mentre la condizione opposta è l'iposessualità.

## Libido come energia psichica

### Psicoanalisi
Sigmund Freud, che è considerato il creatore del moderno uso del termine, ha definito la libido come "l'energia, considerata come una grandezza quantitativa ... di quegli istinti che hanno a che fare con tutto ciò che può essere compreso sotto la parola "amore". " È l'energia o la forza dell'istinto, contenuta in ciò che Freud chiamava l'Es, la struttura strettamente inconscia della psiche. Spiegò anche che la libido è analoga alla fame, alla volontà di alimentarsi, e così via insistendo sul fatto che è un istinto fondamentale che è innato in tutti gli esseri umani.
Freud sviluppò l'idea di una serie di fasi evolutive in cui la libido si fissa su diverse zone erogene - prima nella fase orale (esemplificata dal piacere di un bambino durante l'allattamento), poi nella fase anale (esemplificata dal piacere di un bambino nel controllare le sue viscere), quindi nella fase fallica, attraverso una fase di latenza in cui la libido è inattiva, al suo ritorno alla pubertà nella fase genitale. (Karl Abraham avrebbe successivamente aggiunto suddivisioni in entrambe le fasi orale e anale.)
Freud ha sottolineato che queste pulsioni libidiche possono entrare in conflitto con le convenzioni del comportamento civile, rappresentate nella psiche dal super-io. È questa necessità di conformarsi alla società e controllare la libido che porta a tensione e disturbo nell'individuo, spingendo l'uso delle difese dell'Io per dissipare l'energia psichica di questi bisogni insoddisfatti e principalmente inconsci in altre forme. L'uso eccessivo delle difese dell'Io provoca nevrosi. Un obiettivo primario della psicoanalisi è portare le pulsioni dell'Es nella coscienza, permettendo loro di essere incontrate direttamente e riducendo così la dipendenza del paziente dalle difese dell'io
Freud considerava la libido come un passaggio attraverso una serie di stadi di sviluppo all'interno dell'individuo. L'incapacità di adattarsi adeguatamente alle esigenze di questi diversi stadi potrebbe comportare che l'energia libidica venga "bloccata" o fissata in questi stadi, producendo alcuni tratti caratteristici patologici nell'età adulta. Quindi l'individuo psicopatologizzato per Freud era un individuo immaturo, e l'obiettivo della psicoanalisi era portare queste fissazioni alla consapevolezza cosciente in modo che l'energia della libido fosse liberata e disponibile per l'uso cosciente in una sorta di sublimazione costruttiva.

### Psicologia analitica
Secondo lo psichiatra svizzero Carl Gustav Jung, la libido è identificata come la totalità dell'energia psichica, non limitata al desiderio sessuale. Come afferma Jung in "Il concetto di libido", "[la libido] indica un desiderio o un impulso che non è controllato da alcun tipo di autorità, morale o altro. La libido è appetito nel suo stato naturale. Dal punto di vista genetico sono i bisogni fisici come la fame, la sete, il sonno e il sesso, e gli stati o gli affetti emotivi, che costituiscono l'essenza della libido ". La dualità (opposizione) crea l'energia (o la libido) della psiche, che afferma Jung si esprime solo attraverso simboli: "È l'energia che si manifesta nel processo della vita e viene percepita soggettivamente come sforzo e desiderio". (Ellenberger, 697) Questi simboli possono manifestarsi come "immagini di fantasia" nel processo di psicoanalisi che incarnano il contenuto della libido, altrimenti privo di qualsiasi forma definita. Il desiderio, concepito generalmente come movimento, spostamento e strutturazione psichica, si manifesta in forme definibili che vengono apprese attraverso l'analisi.
Jung si allontanò da Freud per le sue teorie sulla libido e gli istinti e successivamente fondò la scuola di "psicologia analitica", sostanzialmente diversa dalla "psicoanalisi" freudiana, basata sui concetti di inconscio collettivo, interpretazione del simbolo ed energia psichica e non più sui concetti di pulsione sessuale e di morte, Io, Es e Super-io della scuola freudiana.
Jung, mettendo in luce la presenza degli archetipi nell'inconscio dell'uomo, propose la libido come "energia psichica", perdendo dunque il significato originario di pulsione sessuale e acquistando il significato di "trasformazione spirituale".

#### Energia psichica
Il principio di conservazione dell'energia totale di un sistema della fisica vale anche per il sistema vitale psichico: la scomparsa di un pacchetto di energia appare in un altro modo. Questa compensazione o trasformazione avviene secondo un gradiente, ossia secondo un fine. Se per la fisica alla trasformazione dell'energia corrisponde un fatto scientifico in sé immutabile, per la psicologia la trasformazione dell'energia corrisponde al simbolo, propriamente ricco, al contrario della scienza, di significato.
L'entropia di un sistema chiuso è la ricombinazione degli elementi in uno stato più probabile rispetto al precedente. Più i contrari sono espressi più c'è tensione, e più c'è tensione più la forza psichica è costellata e attiva. Con il passare degli anni, i conflitti iniziali dell'individuo si appianano fino ad acquisire una quiete e una maggiore inamovibilità. È proprio partendo da queste considerazioni che Jung descrive il processo di individuazione di un individuo. Il simbolo che si forma nella psiche rappresenta quindi la trasformazione dell'energia, una valvola di sfogo, in cui il fine è nascosto e quindi interpretabile tra una trasformazione e quella successiva dei simboli che appaiono nella vita dell'individuo.

#### Sublimazione della pulsione sessuale
A differenza delle altre specie viventi la specie umana ha in parte deviato la libido dal suo scopo meramente istintivo per investirla in gran parte nella creazione di una società civile e non più primitiva. Grazie al processo di sublimazione la pulsione sessuale può essere indirizzata verso interessi diversi (come lo studio, la ricerca, l'arte, la politica, ecc..).

#### Disagi mentali
La stagnazione della libido, tanto quanto una diga che accumula potenziale senza una valvola di sfogo, può essere distruttiva per il soggetto dando luogo a nevrosi, isteria, ansia, depressione, ossessione, fobia, psicosi. Il percorso di individuazione permetterebbe la medicazione del paziente. Da questo punto di vista, pazienti con l'organo psichico della coscienza ancora sano e funzionante, si fanno guidare dalla stessa malattia per trovare una guarigione.
L'inconscio non è più quindi il luogo di pulsioni sessuali rimosse, ma un fondo ereditato dagli antenati ricco di simboli, miti, utili per la crescita dell'individuo che si attivano in caso di bisogno mentre la coscienza diventa l'organo psichico mediante il quale è attualizzabile la percezione del simbolo e la sua interpretazione, nonché della realtà.

#### La stasi nello sviluppo
Progressione e Regressione sono due processi energetici importanti per l'adattamento dell'individuo. La vita dell'individuo si suddivide in mondo psichico interno e mondo esterno. Quando c'è una richiesta, interna o esterna, l'individuo deve essere capace di rispondere in modo adeguatamente adattivo per procedere.
Quando l'individuo riesce a rispondere alle esigenze del momento è sostanzialmente in equilibrio con se stesso: la coscienza è in rapporto con l'inconscio e l'Io che sta in mezzo comunica adeguatamente. La libido, l'energia psichica, procede in direzione progressiva e non c'è nessuna formazione del simbolo perché le richieste di adattamento sono pienamente soddisfatte.
Quando l'individuo non riesce più a rispondere alle richieste per complessi ancora non elaborati la progressione si arresta e si attiva la regressione. La regressione è un meccanismo che concentra la libido e crea il simbolo. L'Io comincia a essere sommerso da simboli e immagini provenienti dal Sé, istanza psichica contenente tutta la personalità e caratteristiche passate e future, nel bene e nel male, dell'individuo. È come se l'individuo regredisse ad uno stato intrapsichico, istintivo, per cercare e recuperare le risorse adattive che prima non pensava di avere. Lo sviluppo dell'individuo in termini di consapevolezza ha quindi un arresto.

#### Elaborazione del Complesso
Il complesso se non è cosciente utilizza energia psichica e si costella di altri sotto elementi indipendentemente dalle risorse psichiche.
Il simbolo che viene a formarsi tramite la comunicazione tra coscienza e inconscio, a servizio del benessere psicologico dell'individuo, contiene la "soluzione al problema". Esistono simboli archetipici, ossia simboli ereditati da millenni di biologia e cultura, che danno un quadro generale dello status dell'individuo, e simboli più emotivamente personali e individuali.
I simboli per definizione portano con sé un significato. La corretta interpretazione può aiutare l'Io a elaborare il complesso. L'interpretazione dà solo un suggerimento su cui ragionare ma il complesso si può risolvere non appena il significato del simbolo viene sentito come totalmente introiettato e la personalità subisce quindi una trasformazione in termini di miglioramento adattivo.
Non appena la regressione ha adempiuto il suo compito, tramite il materiale che ha gettato nelle mani dell'Io, subentra nuovamente la progressione fino alla prossima richiesta. L'individuo riesce a soddisfare le richieste della realtà senza perdersi in critiche, proiezioni, commenti ed emotività alterata.
A titolo d'esempio se l'individuo è occupato a soddisfare le sole richieste interne il mondo esterno assumerà sembianze sempre più mostruose e distruttive per l'individuo (agorafobia). Viceversa se l'individuo ignora il mondo interno, prima o poi le spinte interne si faranno sentire sempre più violente (sintomi psicosomatici).

#### Libido e religione
Una forma di utilizzo della libido nella vita sociale dell'individuo si può trovare anche nella religione. Fin dalla preistoria il simbolo è stato usato per esorcizzare dei poteri che la coscienza ancora in forma embrionale e quindi fragile cercava di contenere a stento. Jung dopo i viaggi in India e in Africa ipotizzò che la divinità non è nient'altro che un simbolo, un archetipo, con cui l'uomo tende a comunicare per il proprio adattamento nella società. Nel suo scritto "Aion: studio sulla simbologia del Sé" scrive che anche nel Cristianesimo sono presenti quei simboli archetipici presenti anche nelle altre religioni.
L'estasi spirituale quindi viene vista come evento energetico psichico nell'uomo e come bisogno tanto quanto qualsiasi altro bisogno psicologico.

#### Libido e arte
Un altro utilizzo della libido la si trova nell'arte: gli artisti con la loro sensibilità cercano di esprimere i simboli che percepiscono mettendoli sotto forma ad esempio di scrittura o pittura. Allo stesso modo della religione, l'utilizzo della libido viene usata per percorrere un percorso individuale e per equilibrare il sistema psichico della persona.

#### Kundalini e libido
La libido in psicoanalisi come energia psichica ha un parallelismo in oriente con il concetto di Kundalini. Regressione e progressione corrisponderebbero ai concetti di ascesa e discesa della Kundalini attraverso i chakra. Il bloccarsi dell'energia psichica e quindi il formarsi di disagi mentali corrisponderebbero agli effetti collaterali della stagnazione della Kundalini nei sette dischi.
Jung quando creò le sue teorie energetiche rimase stupito e affascinato dalla somiglianza tra i dati empirici che aveva raccolto nelle sue esperienze decennali con i suoi pazienti e la filosofia orientale che è andato a conoscere. A titolo di esempio, la kundalini viene disegnata simbolicamente con un serpente d'argento. Gli studi sulla mitologia hanno messo in luce che il serpente è di solito l'archetipo usato per indicare il messaggero.

## Libido come desiderio sessuale
Da un punto di vista biologico, la libido è governata principalmente dall'attività nella via mesolimbica della dopamina (area tegmentale ventrale e nucleus accumbens). Di conseguenza, la dopamina e le ammine traccia correlate (principalmente fenetilammina) che modulano la neurotrasmissione della dopamina svolgono un ruolo critico nella regolazione della libido.
Altri neurotrasmettitori, neuropeptidi e ormoni sessuali che influenzano il desiderio sessuale modulando l'attività o agendo su questa via includono:
- Testosterone[3] (direttamente correlato) - e altri androgeni[16][17][18][19]
- Estrogeni[3] (direttamente correlati) - e relativi ormoni sessuali femminili[20][21][22][23][24]
- Progesterone[23] (inversamente correlato)
- Ossitocina[25]  (direttamente correlata)
- Serotonina[26][27][28] (inversamente correlata)
- Norepinefrina[26]
- Acetilcolina[29]

### Livelli di ormoni sessuali e ciclo mestruale
Il desiderio sessuale di una donna è correlato al suo ciclo mestruale, con molte donne che manifestano un desiderio sessuale intensificato nei diversi giorni immediatamente precedenti l'ovulazione, che è il suo periodo di massima fertilità, che normalmente si verifica due giorni prima fino a due giorni dopo l'ovulazione. Questo ciclo è stato associato a cambiamenti nei livelli di testosterone di una donna durante il ciclo mestruale. Secondo Gabrielle Lichterman, i livelli di testosterone hanno un impatto diretto sull'interesse di una donna per il sesso. Secondo lei, i livelli di testosterone aumentano gradualmente da circa il 24º giorno del ciclo mestruale di una donna fino all'ovulazione il 14º giorno del ciclo successivo e durante questo periodo il desiderio sessuale della donna aumenta costantemente. Il 13º giorno è generalmente il giorno con i più alti livelli di testosterone. Nella settimana successiva all'ovulazione, il livello di testosterone è il più basso e di conseguenza le donne sperimenteranno meno interesse per il sesso.
Inoltre, durante la settimana successiva all'ovulazione, i livelli di progesterone aumentano, causando difficoltà nella donna a raggiungere l'orgasmo. Sebbene gli ultimi giorni del ciclo mestruale siano contrassegnati da un livello costante di testosterone, la libido femminile può ottenere un impulso a causa dell'ispessimento del rivestimento uterino che stimola le terminazioni nervose e fa sentire eccitata la donna. Inoltre, in questi giorni, i livelli di estrogeni diminuiscono, con conseguente diminuzione della lubrificazione naturale.
Sebbene alcuni specialisti non siano d'accordo con questa teoria, la menopausa è ancora considerata dalla maggioranza degli scienziati un fattore che può causare una riduzione del desiderio sessuale nelle donne. I livelli di estrogeni diminuiscono in menopausa e questo di solito causa un interesse inferiore per il sesso, e la secchezza vaginale rende dolorosi i rapporti. Tuttavia, i livelli di testosterone aumentano durante la menopausa e questo potrebbe essere il motivo per cui alcune donne possono sperimentare un effetto contrario di un aumento della libido.

### Condizioni fisiche
I fattori fisici che possono influenzare la libido includono problemi endocrini come l'ipotiroidismo, l'effetto di alcuni farmaci (ad esempio la flutamide) e l'attrattiva e l'idoneità biologica del proprio partner, e vari altri fattori legati allo stile di vita.
Nei maschi, la frequenza delle eiaculazioni influisce sui livelli di testosterone sierico, un ormone che promuove la libido. Uno studio su 28 maschi di età compresa tra 21 e 45 anni ha scoperto che tutti tranne uno avevano un picco (145,7%, rispetto al basale [117,8% –197,3%]) nel testosterone sierico al 7º giorno di astinenza dall'eiaculazione.
L'anemia è una causa di mancanza di libido nelle donne a causa della perdita di ferro durante il periodo.
Anche il fumo, l'abuso di alcol e l'uso di determinati farmaci possono portare a una riduzione della libido. Inoltre, gli specialisti suggeriscono che diversi cambiamenti nello stile di vita come l'esercizio fisico, smettere di fumare, ridurre il consumo di alcol o l'uso di farmaci possono aiutare il desiderio sessuale.

#### Farmaci
Alcune persone cercano intenzionalmente di ridurre la loro libido attraverso l'uso di anafrodisiaci. Al contrario gli afrodisiaci, come gli psicostimolanti dopaminergici, sono una classe di farmaci che possono aumentare la libido. D'altra parte, una ridotta libido è spesso iatrogena e può essere causata da molti farmaci, come la contraccezione ormonale, gli SSRI e altri antidepressivi, antipsicotici, oppioidi e beta-bloccanti.
Il testosterone è uno degli ormoni che controllano la libido negli esseri umani. Ricerche emergenti dimostrano che i metodi contraccettivi ormonali come le pillole contraccettive orali (che si basano insieme su estrogeni e progesterone) causano una bassa libido nelle donne aumentando i livelli di globulina legante gli ormoni sessuali (SHBG). SHBG si lega agli ormoni sessuali, incluso il testosterone, rendendoli non disponibili. La ricerca sta dimostrando che anche dopo aver terminato un metodo contraccettivo ormonale, i livelli di SHBG rimangono elevati e non esistono dati affidabili per prevedere quando questo fenomeno diminuirà.

#### Età
I maschi raggiungono l'apice del loro desiderio sessuale nella loro adolescenza, mentre le femmine lo raggiungono intorno ai 30 anni. L'aumento del testosterone colpisce il maschio durante la pubertà provocando un impulso sessuale improvviso ed estremo che raggiunge il suo picco all'età di 15-16 anni, quindi diminuisce lentamente durante la vita. Al contrario, la libido di una donna aumenta lentamente durante l'adolescenza e raggiunge i picchi intorno ai trentacinque anni.
I livelli effettivi di testosterone e di estrogeni che influenzano il desiderio sessuale di una persona tuttavia variano considerevolmente.

### Condizioni psicologiche e sociali
Alcuni fattori psicologici o sociali possono ridurre il desiderio di sesso. Questi fattori possono includere mancanza di privacy o intimità, stress o affaticamento, distrazione o depressione. Lo stress ambientale, come l'esposizione prolungata a livelli sonori elevati o la luce intensa, può anche influenzare la libido. Altre cause includono l'esperienza di abusi sessuali, aggressioni, traumi o abbandono, problemi di immagine corporea e ansia riguardo all'esercizio di attività sessuale.

## Disturbi del desiderio sessuale
Non esiste una misura ampiamente accettata di ciò che sia un livello salutare per il desiderio sessuale. Alcune persone desiderano fare sesso ogni giorno o più di una volta al giorno; altri una volta all'anno o per niente. Tuttavia, una persona a cui manca un desiderio di attività sessuale per un certo periodo di tempo può sperimentare un disturbo ipoattivo del desiderio sessuale. La disfunzione erettile può accadere al pene a causa della mancanza di desiderio sessuale, ma queste due condizioni non devono essere confuse. Ad esempio, grandi dosi ricreative di anfetamina o metanfetamina possono contemporaneamente causare disfunzione erettile e aumentare significativamente la libido. Inoltre, gli uomini possono anche sperimentare una diminuzione della loro libido mentre invecchiano.
L'American Medical Association ha stimato che diversi milioni di donne statunitensi soffrono di un disturbo di eccitazione sessuale femminile, sebbene l'eccitazione non sia affatto sinonimo di desiderio, quindi questa scoperta ha una rilevanza limitata per la discussione sulla libido. Alcuni specialisti sostengono che le donne possono sperimentare una bassa libido a causa di alcune anomalie ormonali come la mancanza di ormone luteinizzante o ormoni androgeni, sebbene queste teorie siano ancora controverse. Inoltre, le donne mancano comunemente di desiderio sessuale nel periodo immediatamente successivo al parto. Qualsiasi condizione che colpisce l'area genitale può far rifiutare alle donne l'idea di avere rapporti sessuali. È stato stimato che la metà delle donne ha diversi problemi di salute nell'area della vagina e della vulva, come assottigliamento, irrigidimento, secchezza o atrofia. La frustrazione può apparire come conseguenza di questi problemi e poiché molti di essi portano a rapporti sessuali dolorosi, molte donne preferiscono non avere rapporti sessuali. La chirurgia o alcune diffuse condizioni di salute come artrite, cancro, diabete, ipertensione, malattia coronarica o infertilità possono avere lo stesso effetto nelle donne. Un tipo di chirurgia che colpisce i livelli ormonali nelle donne include la ovariectomia.